# 1925 în film
- 1924 în cinematografie — 1925 în cinematografie — 1926 în cinematografie

## Filmele cu cele mai mari încasări (SUA)
| #   | Titlu                   | Actori                          | Afiș |
| --- | ----------------------- | ------------------------------- | ---- |
| 1.  | The Big Parade          | John Gilbert                    |      |
| 2.  | Ben-Hur                 | Ramón Novarro                   |      |
| 3.  | The Plastic Age         | Clara Bow                       |      |
| 4.  | The Freshman            | John Grey                       |      |
| 5.  | His People              |                                 |      |
| 6.  | The Gold Rush           | Charlie Chaplin                 |      |
| 7.  | The Merry Widow         | Mae Murray                      |      |
| 8.  | Stella Dallas           | Belle Bennett și Ronald Colman  |      |
| 9.  | The Lost World          | Bessie Love și Wallace Beery    |      |
| 10. | East Lynne              | Alma Rubens și Edmund Lowe      |      |
| 11. | Little Annie Rooney     | Mary Pickford și William Haines |      |
| 12. | The Lucky Devil         | Richard Dix                     |      |
| 13. | The Unholy Three        | Lon Chaney și Victor McLaglen   |      |
| 14. | The Everlasting Whisper | Tom Mix                         |      |